# 山腳 (南投縣)
山腳，是臺灣南投縣草屯鎮的一個傳統地域名稱，位於該鎮西南部。相較於今日行政區，其範圍大致包括新厝里、山腳里，以及後來劃入南投市的光輝里。

## 歷史
台灣清治末期至日治初期，山腳地區為一街庄，稱為「山腳庄」，隸屬於北投堡。該庄北與草鞋墩庄為鄰，東北與匏仔藔庄為鄰，東南及南與營盤口庄為鄰，西南邊為月眉厝庄，西邊為林仔頭庄。
1901年（日治明治三十四年）11月，全台廢縣廳改設二十廳，該庄隸屬於南投廳。1903年（明治三十六年）6月，該庄編入「草鞋墩區」，隸屬於南投廳。1909年（明治四十二年）10月，合併二十廳為十二廳，草鞋墩區仍隸屬於南投廳。1920年（大正九年），全台地方制度大改正，廢十二廳改設五州二廳，該庄改制為「山腳」大字，隸屬於臺中州南投郡草屯庄。1938年（昭和十三年），草屯庄升格為草屯街。
戰後草屯街改制為草屯鎮，隸屬於臺中縣，大字亦改制為里。1950年10月，中、彰、投分治，草屯鎮改隸屬南投縣。

## 聚落
本地區發展較早的聚落為山腳，在日治期初期的官方地圖上已有記載。此外，本地區尚有新厝、牛頭埔等聚落。

## 交通
國道3號又稱「福爾摩沙高速公路」，是貫穿台灣西部的兩條縱向高速公路之一，大致以西北西—東南東走向轉北北西—南南東走向蜿蜒經過山腳地區西南部邊界外不遠處，並於省道台14乙線交會處設有南投交流道。由此可快速前往台灣南北各地，或於中興系統交流道轉省道台76線以前往彰化平原。
省道台3線（草溪路）俗稱「內山公路」，是臺北至屏東的平面幹道，大致以東北微北—西南微南走向轉東北—西南走向蜿蜒經過本地區西部邊界外不遠處。由該道路向東北微北可前往草屯市區、霧峰、大里、台中市區等地，向西南經國道3號高架橋下、省道台14乙線立體交叉道後繞大彎轉南南東可前往可前往南投、名間、竹山、林內等地。
省道台3甲線（太平路一段）是草屯至南投的幹道，大致以北北東—南南西走向經過本地區西部，並與省道台14乙線交會於本地區西南部。由該道路向北北東可前往草屯市區、番子田與牛屎崎交界地帶並止於省道台3線路口，向南南西可前往營盤口、林子、半山、牛運堀、南投市區、三塊厝、茄苳腳北部並止於省道台3線另一路口。
省道台14乙線（國道3號南投交流道連絡道、省府路、中正路）是芬園至南投五塊厝的平面幹道，大致以西南—東北走向由本地區西南部凸出部分的西南側入境後，繞大彎轉南向北，至省府路路口轉東大致沿本地區西南部凸出部分的北側邊界而行，經省道台3甲線路口後續直行一段路，至斜丁字路口轉東北，隨後沿本地區南部邊界而行，至中正路圓環路口轉南南東出境。由該道路向西南繞大彎經國道3號南投交流道後轉北北西再經省道台3線路口、國道3號高架橋下及其兩側之省道台76線東側端點路口後可前往月眉厝聚落、新庄西部的北投舊街聚落、石頭埔、下茄荖並止於省道台14線路口，向南南東可前往營盤口、內轆、軍功寮、包尾、三塊厝並止於其其南側邊界外緣的省道台3線、縣道150號共線路口。

## 學校
- 虎山國小